# 山本伸裕
山本 伸裕（やまもと　のぶひろ、1969年-　）は、日本の倫理学・仏教学者。真宗大谷派親鸞仏教センター研究員、東京大学東洋文化研究所特任研究員、東京医療保健大学大学院医療保健学研究科准教授。

## 経歴
1969年、群馬県で生まれた。山口県立山口高校を卒業し、東京大学文学部倫理学科に進学。東洋大学大学院文学研究科仏教学専攻に進み、博士後期課程を単位取得退学。
2011年、学位論文『精神主義」は誰の思想か：清沢満之と浩々洞の人々』を大谷大学に提出して文学博士号を取得した。東京医療保健大学大学院准教授。

## 研究内容・業績
専門は日本倫理思想史、倫理学、インド大乗仏教。

## 著作
著書
- 『「精神主義」は誰の思想か』法藏館(日本仏教史研究叢書) 2011
- 『他力の思想：仏陀から植木等まで』青灯社(叢書魂の脱植民地化) 2013
- 『清沢満之と日本近現代思想：自力の呪縛から他力思想へ』明石書店 2014
- 『日本人のものの見方 〈やまと言葉〉から考える』青灯社 2015
- 『清沢満之の宗教哲学』筑摩書房(筑摩選書) 2025

共編著・校注
- 『手にとるように哲学がわかる本 「存在」することとは何か?』佐藤正英監修、甲田烈共著、かんき出版 1999
- 『清沢満之集』校注、安冨信哉編、岩波文庫 2012
- 『清沢満之と近代日本』碧海寿広と共編、法藏館 2016
- 澤瀉久敬『哲学と科学』の「解説」、NHKブックス2024
- 『宗教と救済・和解の哲学 』水野友晴、川口淳、石井砂母亜と共著、丸善出版 2025

論文
- Cinii